# Aginci
Aginci je naseljeno mjesto u sastavu općine Bosanska Dubica, Republika Srpska, BiH.

## Stanovništvo
| Aginci             |              |
| godina popisa      | 1991.        |
| Srbi               | 400 (98,28%) |
| Hrvati             | 0            |
| Muslimani          | 1 (0,25%)    |
| Jugoslaveni        | 2 (6,49%)    |
| ostali i nepoznato | 3 (0,59%)    |
| ukupno             | 407          |